# حماية دبلوماسية
في القانون الدولي، الحماية الدبلوماسية (أو المناصرة الدبلوماسية) هي وسيلة للدولة لاتخاذ إجراء دبلوماسي أو غير ذلك من الإجراءات الأخرى ضد دولة أخرى بالنيابة عن أحد مواطنيها الذي تعرضت حقوقه ومصالحه للضرر من قِبل الدولة الأخرى. والحماية الدبلوماسية، التي تأكدت في قضايا مختلفة للمحكمة الدائمة للعدل الدولي ومحكمة العدل الدولية، هي حق تقديري للدولة وقد تأخذ أي شكل لا يحظره القانون الدولي. ويمكن أن تشمل الإجراءات القنصلية والمفاوضات مع الدولة الأخرى والضغط السياسي والاقتصادي وإجراءات قضائية أو تحكيمية أو غيرها من أشكال التسوية السلمية للمنازعات.
في عام 2006، اعتمدت لجنة القانون الدولي المواد المتعلقة بالحماية الدبلوماسية، التي تنظم حق وممارسة الحماية الدبلوماسية.

## معلومات تاريخية
تعود جذور الحماية الدبلوماسية للقرن الثامن عشر. وتم الإعراب عن فكرة أن الدولة لها حق حماية رعاياها الذين يتواجدون في الخارج من قِبل إمريش دي فاتيل في كتابه «قانون الأمم»: «من يسيء معاملة مواطن فإنه يصيب بشكل غير مباشر الدولة، التي يجب عليها حماية هذا المواطن». ونظرًا لأن هذه الحماية قد تأخذ أي شكل من الأشكال، فقد تمت إساءة استخدام هذ التصور في كثير من الأحيان من قِبل القوى الغربية كذريعة للتدخل في شؤون الدول الأقل قوة، واللجوء في بعض الأحيان إلى استخدام القوة (على سبيل المثال في الصين خلال ثورة الملاكمين وفي فنزويلا في أوائل القرن العشرين). ونتيجة لذلك، حظيت عقيدة الحماية الدبلوماسية بالكثير من الانتقادات، لا سيما في المستعمرات السابقة. وتحديدًا في أمريكا اللاتينية تم وضع مبدأ كالفو لتجنب طلب الحماية الدبلوماسية من قِبل المواطنين الغربيين. ومع ذلك، فقد تم الاعتراف بالحماية الدبلوماسية كقانون دولي عرفي من قبل المحاكم والهيئات القضائية الدولية فضلاً عن الفقهاء. بعد الحرب العالمية الثانية، ومع حظر استخدام القوة كأداة للعلاقات الدولية، أخذت الحماية الدبلوماسية عادة أشكالاً أخرى مثل الإجراءات القضائية أو الضغط الاقتصادي.

## طبيعة الحماية الدبلوماسية
تقليديًا، كان يُنظر إلى الحماية الدبلوماسية كحق للدولة وليس للفرد الذي تعرض للتعسف بموجب القانون الدولي. ويُعتبر الضرر الواقع على شخص أجنبي ضررًا غير مباشر لوطنه وعند تناول قضيته يُنظر إلى الدولة باعتبارها تؤكد على حقوقها الخاصة. وهذا يعني أن الدولة ليست بأي حال من الأحوال ملزمة بمعالجة قضية أحد مواطنيها واللجوء إلى الحماية الدبلوماسية إذا اعتبرت أن هذا الإجراء لا يخدم مصالحها السياسية والاقتصادية.

## المتطلبات القانونية
يعترف القانون الدولي العرفي بوجود شروط معينة يجب تلبيتها قبل أن تقرر الدولة بشكل صحيح تبني مصالح أحد مواطنيها. والشرطان الرئيسيان هما استنفاد سبل الانتصاف المحلية واستمرار تمتع الشخص بالجنسية.

### استنفاد سبل الانتصاف المحلية
لن تكون المناصرة الدبلوماسية لمطالب أحد المواطنين مقبولة دوليًا ما لم يكن المواطن المعني قد أعطى الدولة المضيفة الفرصة لتصحيح الخطأ الذي تم ارتكابه بحقه من خلال وسائل الانتصاف الوطنية الخاصة بها. عادة ما يعني استنفاد سبل الانتصاف أنه يتعين على الفرد أولاً السعي في دعواه ضد الدولة المضيفة من خلال محاكمها الوطنية وصولاً إلى أعلى مستوى من التقاضي قبل مطالبة الدولة التي يحمل جنسيتها الشروع في التعامل مع هذه الدعوى وقيام الدولة بعمل ذلك بشكل صحيح.

### سريان الجنسية واستمرارها
يتمثل الشرط المهم الثاني في أن الشخص الذي تعرض للظلم يجب أن يكون محتفظًا بجنسية الدولة المناصرة منذ لحظة تعرضه للضرر وحتى رفع الدعوى عن طريق المناصرة الدبوماسية. وإذا تغيرت جنسية الفرد المعني في هذه الأثناء، فلن يكون بمقدور الدولة صاحبة جنسيته السابقة تبني دعواه بشكل صحيح. وقد يتم أيضًا رفض الدعوى التي ترفعها الدولة بالنيابة عن مواطنها أو الإعلان بأنها غير جائزة إذا لم يكن هناك ارتباط فعال وحقيقي بين المواطن المعني والدولة التي تسعى لحمايته (انظر حكم محكمة العدل الدولية في قضية نوتيبوم).
ان يكون رافع الدعوي نظيف اليد
و يقتضي ذلك أن يكون المتضرر (رافع الدعوى) نظيف اليد بطبيعة الحال أو بعبارة أخرى إنه لم يكن السبب في المشكلة أو لم يرتكب أي جرائم سابقة.

## الأجهزة المختصة بالحماية الدبلوماسية

### القيادة السياسية
ويندرج تحتها رئيس الدولة، ورئيس الوزراء، ووزير الخارجية ويرجع ذلك لكونهم المعنين بالعلاقات الدولية للدولة وبصفتهم ممثلين لها في المحافل الدولية، بالإضافة لاختصاصهم بالدفاع عن رعايا الدولة في الخارج.

### وزارة الخارجية
يرأس وزير الخارجية الجهاز الدبلوماسي والقنصلي لدولته لذلك من واجبه متابعة مايقوم به منسوبي جهازه وتوجيههم في مايخص رعاية المواطنينومصالحهم في الخارج.

### البعثة الدبلوماسية
التي من مهامها حماية مصالح الدولة المعتمدة ورعاياها لدى الدولة المعتمد لديها البعثة، إذ أنه في حال تعرض مصالح أحد الرعايا في الخارج للضرر، تقوم البعثة بمساندته للحصول على حقوقه وذلك بإرشاده إلى طرق التقاضي الداخلية في الدولة المضيفة، وهو ماحددته المادة الثالثة من اتفاقية فينا للعلاقات الدبلوماسية التي انعقدت في 18 أبريل 1961م والتي تحدد مهام المبعوث الدبلوماسي.

### البعثة القنصلية
وقد حددت اتفاقية فينا للعلاقات القنصلية المنقعدة في 24 أبريل 1963م مهام للمبعوث القنصلي حسب المادة الخامسة ومنها:
- حماية مصالح الدولة المعتمدة مصالح رعاياها من أفراد وهيئات في حدود مايسمح به القانون الدولي (الفقرة 5/1).
- مساعدة رعايا الدولة المعتمدة سواءً كانوا أفرداً أو هيئات (الفقرة 5/5).
- تمثيل رعايا الدولة المعتمدة أو اتخاذ كافة التدابير للتأكد من تمثيلهم بالشكل المناسب في المحاكم وأمام السلطات الأخرى في الدولة المعتمد لديها البعثة (الفقرة 5/9).[3]

## محاضرة
- محاضرة ألقاها جون دوغارد بعنوان الحماية الدبلوماسية في إطار سلسلة محاضرات لمكتبة الأمم المتحدة السمعية البصرية للقانون الدولي

## وصلات خارجية
- A Brief Primer on International Law نسخة محفوظة 10 نوفمبر 2016 على موقع واي باك مشين. With cases and commentary. Nathaniel Burney, 2007.
- Official United Nations website
- Official UN website on International Law
- Official website of the International Court of Justice
- Procedural history and related documents on the Articles on Diplomatic Protection in the Historic Archives of the United Nations Audiovisual Library of International Law